# Erica Eloff
Erica Eloff ist eine südafrikanische Opernsängerin (Sopran).

## Leben
Im Sommer 2008 debütierte sie an der Garsington Opera als Fiordiligi in Mozarts Oper Così fan tutte. Ihr Gesangsstudium schloss Eloff an der North-West University mit Auszeichnung ab. Als Sängerin für Opern und Oratorien ist sie weltweit gefragt und erhielt mehrfach internationale Auszeichnungen.
Zu ihrem Opernrepertoire gehören unter anderem Belinda in Henry Purcells Oper Dido and Aeneas, die Königin der Nacht in Mozarts Zauberflöte, Floria Tosca in Puccinis Tosca und  Violetta Valéry in der Oper La traviata von Giuseppe Verdi.
Erica Eloff lebt derzeit in England, Großbritannien.

## Auszeichnungen
- UNISA National Singing Competition (2005)

- Handel Singing Competition (2008)
- UFAM Concours International de Chant (2003)
- ATKV Forté (2000)
- Österreichischer Musiktheaterpreis 2024: Auszeichnung in der Kategorie Beste weibliche Hauptrolle (Die Meistersinger von Nürnberg / Die tote Stadt; Eva / Marie-Marietta) am Landestheater Linz[1]

## Diskografie
- Somerkersfees   - Christmas compilation mit Singkronies Chamber Choir, 2000
- Songs – Lieder von Grieg, Wolf, Rachmaninov, Wilding und de Villiers, 2010